# Rita Merschojewa
Rita Merschojewa (russisch Рита Мержоева) ist eine russische Schauspielerin. Ihr Filmdebüt gab sie in Kletka ishet ptitsu (engl. The Cage Is Looking for a Bird) von Malika Mussajewa. Der Film feierte im Rahmen der 73. Ausgabe der Berlinale in der Sektion Encounters seine Weltpremiere.

## Filmografie
2023: The Cage Is Looking for a Bird, Regie: Malika Mussajewa